# Owlshead Peak
Owlshead Peak är en bergstopp i Antarktis. Den ligger i Västantarktis. Argentina, Chile och Storbritannien gör anspråk på området. Toppen på Owlshead Peak är 825 meter över havet, eller 30 meter över den omgivande terrängen. Bredden vid basen är 1,0 km.
Terrängen runt Owlshead Peak är huvudsakligen kuperad, men västerut är den platt. Havet är nära Owlshead Peak åt sydväst. Trakten är obefolkad. Det finns inga samhällen i närheten. 